# Italiaanse springkikker
De Italiaanse springkikker (Rana latastei) is een tot 7,5 centimeter lange kikker uit de familie echte kikkers of Ranidae. De soort werd voor het eerst wetenschappelijk beschreven door George Albert Boulenger in 1879.

## Uiterlijke kenmerken
Deze kikker heeft meestal dezelfde bruin-beige kleuren als de bruine kikker (Rana temporaria) en de heikikker (Rana arvalis); een bruinzwarte oogvlek met daaronder een dunne gele streep en meestal donkerbruine vlekken op de rug, al zijn die van de Italiaanse kikker vager en ronder. Ook hebben alle drie de soorten een overlappend verspreidingsgebied.
De bruine kikker heeft echter een veel stompere snuit en een grotere kop. Doordat de Italiaanse kikker een wat fijner gebouwde schedel heeft, lijken de ogen wat boller. Heikikkers hebben altijd bruine strepen of vlekkige lijnen over de lengte van de rug. Bij alle drie de soorten zijn de poten altijd lichtbruin gebandeerd.

## Algemeen
De Italiaanse kikker komt alleen voor in noordelijk Italië en zuidelijk Zwitserland. De habitat bestaat uit poelen, vennen en vijvers. Deze soort is niet erg aan water gebonden, en zit meestal in het gras of in de strooisellaag op jacht naar prooien. Dit kunnen wormen, insecten en slakken zijn, maar het is een van de weinige kikkers die de eigen larven ook eet. Het is een opvallend snelle soort die vele sprongen kan maken voordat de energie op is. Door landschapsvernietiging, met name verdroging, wordt deze soort steeds zeldzamer en is beschermd door CITES.